# Swifterbant
Swifterbant este o localitate în Țările de Jos, în comuna Dronten din provincia Flevoland. Localitatea se află circa 13 de kilometri nord-est de Lelystad.
Swifterbant a fost întemeiat în 1957, îe polderul Flevoland de Est. În anul 1962 primele case au fost finalizate. Locuitorii sunt angajați în agricultură pe polder, în producție și in servicii în Dronten și Lelystad.
Denumirea de Swifterbant se referă la un raion din Evul Mediu timpuriu, la nord de Veluwe situat cam in locul actual. Această zonă a disparut mai târziu în mare măsură în valurile marii Almere. Numele ar insemna ceva de genul "stânga" opus fata de Teisterbant, "de dreapta", un alt sector de la începutul Evului Mediu.

## Arheologie
Orasul a dat numele culturii neolitice Swifterbant cultură datând între 5300 și 3400 î.Hr..